# Doolittle (álbum)
Doolittle é o segundo álbum de estúdio da banda norte-americana de rock alternativo Pixies, lançado em abril de 1989 pela 4AD. Os temas negros e pouco comuns explorados no álbum, que inclui o surrealismo, violência bíblica, tortura e morte, contrastam com o som limpo conseguido pelo produtor então recém-contratado Gil Norton. Doolittle foi o primeiro trabalho dos Pixies a ter lançamento mundial, com a Elektra Records a ser a distribuidora do álbum nos Estados Unidos.
Os Pixies lançaram dois singles do Doolittle: "Here Comes Your Man" e "Monkey Gone to Heaven," tendo ambos sucesso no top US Modern Rock Tracks. O álbum chegou a 8º nos tops de vendas do Reino Unido, o que constitui um sucesso inesperado para a banda. Em retrospectiva, faixas do álbum como "Debaser", "Wave of Mutilation" e "Hey" são bastante aclamadas pelos críticos, enquanto que o álbum, juntamente com Surfer Rosa, é visto como o melhor trabalho da banda.
Doolittle tem vendido consistentemente bem desde o seu lançamento, e em 1995 foi certificado com Ouro pela Recording Industry Association of America pela venda de mais de 500 mil cópias. O álbum tem sido citado como uma fonte de inspiração por muitos artistas de música alternativa, enquanto que numerosas publicações de música consideram-no um dos discos mais influentes de sempre. Numa votação de 2003 promovida pela NME, os leitores consideraram Doolittle como o segundo melhor álbum de sempre.

## Antecedentes
Depois do aclamado pela crítica, mas fracassado comercialmente, Surfer Rosa a banda embarcou em uma turnê pela Europa com a banda de Boston, Throwing Muses, antes de iniciar uma turnê pelos Estados Unidos. Neste momento, Black Francis (o vocalista e principal compositor do grupo) começou a escrever novo material para seu próximo álbum, com canções como: Dead, Hey, Tame e There Goes My Gun.
Algumas versões mais antigas dessas canções foram gravadas para umas de John Peel em 1988, enquanto uma versão ao vivo de "Hey" apareceu em um EP gratuito entregue pela revista Sounds.
Durante o verão daquele ano, os Pixies começaram a gravar uma demo em sessões durante o descanso da turnê. Para fazer isso, a banda foi para o estúdio de gravação Eden Sound, que na época consistia em uma pequena sala no porão de uma barbearia. Eles gravaram no estúdio uma semana em circunstâncias semelhantes às sessões de gravação das The Purple Tapes no ano passado. Depois de completarem a demo, o empresário da banda Ken Goes sugeriu dois produtores para o álbum: o norte-americano Gil Norton e o britânico Ed Stasium. A banda já havia trabalhado com Norton durante a gravação do single "Gigantic" em maio de 1988. Francis não tinha preferências, embora Ivo Watts-Russell, dono da 4AD, preferia Norton para gravar o álbum.
Norton chegou a Boston em outubro, indo primeiro para a casa de Francis para ouvir o álbum de demonstração. Os dois conversaram sobre os arranjos, passaram dois dias analisando intensamente as canções do álbum. Norton aprendeu a calibrar as reações de Francis para mudar arranjos e depois ressaltou que o músico "não gosta de fazer a mesma coisa duas vezes". Norton passou duas semanas em pré-produção para familiarizar-se com o som dos Pixies.

## Gravação e produção
| Críticas profissionais                                                      | Críticas profissionais |
| Avaliações da crítica                                                       | Avaliações da crítica  |
| Fonte                                                                       | Avaliação              |
| --------------------------------------------------------------------------- | ---------------------- |
| allmusic                                                                    | [ 4 ]                  |
| Rolling Stone                                                               | [ 5 ]                  |
| Robert Christgau                                                            | (B+)                   |
| Esta tabela precisa de ser acompanhada por texto em prosa. Consulte o guia. |                        |

As sessões de gravação para o álbum começaram em 31 de outubro de 1988 nos estúdios Downtown Records em Boston, Massachusetts. A 4AD proporcionou 40 mil dólares para a gravação, excluindo a paga pelo produtor. Esta quantia era modesta para um álbum na década de 1980, mas que quadruplicou a quantidade gasta em Surfer Rosa. As sessões duraram três semanas, dando a encerrar o processo de gravação em 23 de novembro, gravando "quase uma canção por dia".
A produção e a mixagem do álbum começaram em 28 de novembro. A banda mudou-se para Carriage House Studios em Stanford, Connecticut, para supervisionar a produção e gravar mais material. Norton contratou Steve Haigler como engenheiro de mixagem, que já havia trabalhado na Apache Studios Fort. Durante a produção, Haigler e Norton acrescentaram camadas de guitarra e voz para as músicas, incluindo guitarras com a técnica de overdub em Debaser e vozes em Wave of Mutilation. Durante as gravações, Norton aconselhou Francis para alterar várias músicas, por exemplo: "There Goes My Gun", que foi originalmente concebida como uma faixa muito mais rápida no estilo do Hüsker Dü, foi retardada por Francis aconselhado por Norton.
As sugestões de Norton não foram sempre bem recebidas e várias instâncias para adicionar versos e estender a duração de algumas das faixas contribuíram para frustrar Francis. Em um certo momento, Francis levou Norton para uma loja de discos, onde deu uma cópia do álbum de grandes sucessos de Buddy Holly, onde a maioria das canções são menos de dois minutos e ele disse a Norton: "Se é bom para Buddy Holly..." A produção continuou em 12 de dezembro de 1988 com Norton e Haigler adicionando efeitos e reverb. Finalmente nos final do mês foram enviadas as fitas master para a pós-produção.

## Estilo musical
Doolittle apresenta uma mistura eclética de estilos musicais. Enquanto faixas como "Tame" e "Crackity Jones" são rápidas e agressivas, e incorporam as mudanças dinâmicas de volume, típica da banda; outras canções como "Silver", "I Bleed" e "Here Comes Your Man" revelam um temperamento calmo, lento e melódico. Em Doolittle, a banda começou a incorporar mais instrumentos em sua música. "Monkey Gone to Heaven" tem dois violinos e dois violoncelos; enquanto outras canções de Doolittle são construídas em torno de simples progressões harmônicas.
"Tame" está baseada em uma progressão de três acordes que se tocam continuamente. além de um "acorde de hendrix" tocado por Joey Santiago na progressão principal do baixo. "I Bleed" é melodicamente simples e é formada em torno de uma repetição rítmica. Algumas canções são influenciadas por outros gêneros musicais; como "Crackity Jones" que tem influência da música espanhola, e incorpora acordes de sol♯ e dó♯em um pedal.

### Temas explorados
Os temas explorados em Doolittle variam do surrealismo de Debaser, à evocação de um desastre ecológico em Monkey Gone to Heaven. As mulheres e as prostitutas em Mr. Grieves, Tame e Hey se misturam com as sangrentas histórias bíblicas de Dead e Gouge Away. Black Francis disse muitas vezes que as letras de Doolittle eram apenas "palavras que se encaixam bem em conjunto" e que "o objetivo [do álbum] é experimentar, desfrutar, se divertir, deixar se entreter por ele". Francis escreveu todo o material do álbum, exceto para "Silver", co-escrito com Kim Deal.
A primeira canção do álbum, Debaser refere-se ao surrealismo, um tema recorrente do álbum como um todo. "Debaser" refere-se ao filme de Luis Buñuel e Salvador Dalí de 1929, Um Cão Andaluz e o trecho slicing up eyeballs refere-se a uma das cenas da mesma. O Surrealismo, que é a arte em que a libertação do eu e da sociedade são alcançados através do exercício de "inconsciente", influenciou fortemente Francis em seus dias de faculdade e ao longo de sua carreira com o Pixies. Em 1989, Francis expressou seu interesse em surrealismo e sua influência sobre suas composições no periódico New York Times dizendo.
| “ | Fiquei interessado em filmes e surrealismo avant-garde como uma fuga da realidade [...] Para mim, Surrealismo é completamente artificial. Eu li recentemente uma entrevista com o diretor David Lynch, que disse que ele tinha ideias e imagens, mas não sabia exatamente o que isso significava. Isso é como eu componho. | ” |

## Arte da capa e embalagem
Doolittle foi o primeiro álbum onde Simon Larbalestier, fotógrafo de capa do Pixies, e Vaughan Oliver, o desenhista de produção da capa, tiveram acesso aos encartes. Segundo Larbalestier, esta foi "uma disputa fundamental. O acesso às letras permitiu o design e a fotografia estarem mais perto do conteúdo do disco. Ela mostra um macaco embalsamado com um halo e os números cinco, seis e sete acima.
Imagens abstratas e surreais dentro do encarte do álbum estão diretamente relacionados ao conteúdo. "Gouge Away" é representada com uma imagem de uma colher cheia de cabelo, colocado sobre o tronco de uma mulher; uma representação pictórica de heroína, com a colher e representando a crina de cavalo.
Walking with the Crustaceans é uma representação visual das letras de "Wave of Mutilation". Larbalestier mais tarde iria comentar sobre o seu interesse precoce em "surrealismo" neste momento.

### Título do álbum
Durante as sessões de gravação, Whore foi descartado como título do álbum, depois que Oliver mudara a ideia do desenho artístico da capa para o macaco e o halo. Francis explicou mais tarde essa mudança:
| “ | Eu pensei que as pessoas iriam pensar que era uma espécie de anti-católico ou que foi criado como católico e estava tentando se tornar este tipo de bad boy do catolicismo. [...] um macaco com um halo, chamando o álbum de Whore - isso traria todos os tipos de comentários de merda que não seriam verdade. Então eu mudei o título. | ” |

Francis iria mudar o nome do álbum para Doolittle, um nome tirado de um trecho da letra de Mr. Grieves: "Pray for a man in the middle/One that talks like Doolittle". Isto tinha sido feito em álbuns anteriores dos Pixies. Tanto Come on Pilgrim quanto Surfer Rosa usavam parte de letras de música para dar título aos álbuns.

## Faixas
| N.º            | Título                  | Duração |  |
| 1.             | "Debaser"               | 2:52    |  |
| 2.             | "Tame"                  | 1:55    |  |
| 3.             | "Wave of Mutilation"    | 2:04    |  |
| 4.             | "I Bleed"               | 2:34    |  |
| 5.             | "Here Comes Your Man"   | 3:21    |  |
| 6.             | "Dead"                  | 2:21    |  |
| 7.             | "Monkey Gone to Heaven" | 2:56    |  |
| 8.             | "Mr. Grieves"           | 2:05    |  |
| 9.             | "Crackity Jones"        | 1:24    |  |
| 10.            | "La La Love You"        | 2:43    |  |
| 11.            | "No. 13 Baby"           | 3:51    |  |
| 12.            | "There Goes My Gun"     | 1:49    |  |
| 13.            | "Hey"                   | 3:31    |  |
| 14.            | "Silver"                | 2:25    |  |
| 15.            | "Gouge Away"            | 2:45    |  |
| Duração total: | Duração total:          | 38:38   |  |

### Doolittle 25: discos bônus
Disco 2: B-Sides e Peel Sessions
| N.º | Título                  | Duração |  |
| 1.  | "Dead"                  | 3:18    |  |
| 2.  | "Tame"                  | 1:58    |  |
| 3.  | "There Goes My Gun"     | 2:18    |  |
| 4.  | "Manta Ray"             | 1:49    |  |
| 5.  | "Into The White"        | 4:11    |  |
| 6.  | "Wave of Mutilation"    | 2:31    |  |
| 7.  | "Down To The Well"      | 2:14    |  |
| 8.  | "Manta Ray"             | 2:04    |  |
| 9.  | "Weird At My School"    | 1:58    |  |
| 10. | "Dancing The Manta Ray" | 2:14    |  |
| 11. | "Wave of Mutilation"    | 3:02    |  |
| 12. | "Into The White"        | 4:43    |  |
| 13. | "Bailey's Walk"         | 2:24    |  |

## Créditos

### Pixies
- Black Francis - vocais, guitarra rítmica
- Kim Deal - vocais, baixo elétrico, slide guitar em "Silver"
- Joey Santiago - guitarra solo, backing vocals
- Dave Lovering - bateria, vocal em "La La Love You", baixo elétrico em "Silver"

### Músicos adicionais
- Arthur Fiacco – violoncelo em "Monkey Gone to Heaven"
- Karen Karlsrud – violino em "Monkey Gone to Heaven"
- Corine Metter – violino em "Monkey Gone to Heaven"
- Ann Rorich – violoncelo em "Monkey Gone to Heaven"

### Produção
- Steve Haigler – engenheiro de mixagem
- Matt Lane – engenheiro de som
- Simon Larbalestier – imagem da capa, ilustrações no encarte do álbum
- Gil Norton – produção
- Vaughan Oliver – ilustrações no encarte do álbum
- Dave Snider – assistente de engenheiro
- Burt Price - segundo assistente
- Rob Sylvain - segundo assistente